# Phoebe Bridgers
Phoebe Bridgers (Pasadena, Califòrnia, 17 d'agost de 1994) és una música d'indie rock. És coneguda sobretot per la seva feina com a cantautora en solitari, però també ha format part de dos supergrups: boygenius (amb Julien Baker i Lucy Dacus), i Better Oblivion Community Center (amb Conor Oberst). Bridgers ha rebut l'aclamació de la crítica per la seva música, i les seves cançons s'han descrit com a "exquisitament crues i reveladores" i "sàvies més enllà de la seva edat."

## Carrera
Bridgers va publicar el seu single de debut, Killer, a la discogràfica de Ryan Adams, PAX AM. A principis de 2016 Bridgers va acompanyar Julien Baker en la seva gira per la Costa Est.

### Stranger in the Alps
El juny de 2017 Bridgers va signar per Dead Oceans. El 22 de setembre de 2017, va publicar el seu primer àlbum, Stranger in the Alps, amb crítiques generalment positives. L'àlbum fou produït per Tony Berg i Ethan Gruska. El 12 de març de 2018, la xarxa social Pebbal va nomenar Stranger in the Alps com a millor àlbum de 2017.
El 3 de març de 2018, Bridgers va actuar a la televisió matinal nord-americana, al programa CBS This Morning: Saturday i va cantar "Motion Sickness" i "Scott Street".

### boygenius
El 2018 Bridgers, Julien Baker i Lucy Dacus van formar el supergrup boygenius. Van publicar tres cançons l'agost de 2018 i després van anunciar un EP i una gira. L'EP, boygenius, va sortir el 26 d'octubre de 2018.

### Televisió i cinema
La cançó "Safe at Home" de Bridgers va sortir a l'episodi 5 de la tercera temporada de la sèrie d'ABC Family Switched at Birth. A l'episodi 17 de la mateixa temporada va sortir la seva cançó "Ask Me To/Steamroller". La seva cançó "Georgia" va sortir al segon episodi de la vuitena temporada de la sèrie de l'ABC Castle. La cançó "Smoke Signals" es pot sentir a l'episodi 7 de la primera temporada de Burden of Truth. La seva cançó "Funeral" surt cap al final de l'episodi 2 de la tercera temporada de la sèrie de la FOX Lethal Weapon. "Motion Sickness" surt a la sèrie de Netflix Trinkets.
El maig de 2018 Bridgers va participar en una nova versió de la cançó de Lord Huron "The Night We Met" per a la banda sonora de la segona temporada de la sèrie de Netflix 13 Reasons Why. El 2019, Bridgers va ajuntar-se amb Matt Berninger, el cantant de The National per gravar una cançó per a la pel·lícula Between Two Ferns: The Movie titulada "Walking on a String" i va aparèixer a la pel·lícula. La cançó es va publicar el 17 d'octubre.

### Better Oblivion Community Center
Bridgers i Conor Oberst van presentar el seu nou grup Better Oblivion Community Center al programa Late Show with Stephen Colbert i van publicar el seu àlbum de debut el gener de 2019 (amb la discogràfica Dead Oceans). El 26 de gener de 2019, els van entrevistar a CBS This Morning Saturday i van interpretar "Dylan Thomas" i "Didn't Know What I Was in For". Mentre acabava el programa van tocar "My City". Bob Boilen, de la NPR, va dir del seu àlbum, "Better Oblivion Community Center ens ha arribat per sorpresa a tots aquest any, i ara mateix el seu disc és el meu preferit de 2019. És aquesta mena d'associacions musicals poc comunes on cadascú injecta vitalitat a la part creativa de l'altre".

## Discografia

### En solitari

#### Àlbums d'estudi
| Stranger in the Alps | - Publicat: 22 de setembre de 2017 - Discogràfica: Dead Oceans | 38 |
| Punisher             | - Publicat: 18 de juny de 2020 - Discogràfica: Dead Oceans     | 4  |

#### EP
- Killer (2015)

### boygenius

#### Àlbums d'estudi
- The Record (2023)

#### EP
- boygenius (2018)

### Better Oblivion Community Center
- Better Oblivion Community Center (2019, amb Conor Oberst)

## Vida privada
Bridgers va estudiar jazz vocal a Los Angeles County High School for the Arts. És bisexual.